# Zach Huskey
Zach Huskey is een Amerikaanse muzikant. Huskey is het meest bekend als muzikant uit de Palm Desert Scene waar hij samen met Mario Lalli (Fatso Jetson en Yawning Man), Herb Lineau (Across the River) en Sean Wheeler (Throw Rag) een belangrijk persoon in de Desert Rock-scene was door het organiseren van zogeheten Generator Parties.

## Biografie
In 2015 leverder hij als componist een bijdrage aan de aan de documentaire Lo Sound Desert.

## Discografie

### MetDali's Llama
- 1993 - Pre Post Now
- 1994 - Creative Space
- 1995 - Being
- 2001 - The Color of Apples (ep)
- 2006 - Chordata
- 2007 - Sweet Sludge
- 2008 - Full on Dunes
- 2009 - Raw Is Real
- 2010 - Howl Do You Do?
- 2013 - Autumn Woods

### MetPrimordial Blues
- 1990 - Experiments in a Blues Realm[2]
- 1998 - Beyond Blue

### MetOgressa
- 2011 - Warts and All[3][4]

### Solo
- 2000 - Camping On The Moon[5][6]
- 2002 - Catching Rattlesnakes
- 2004 - Fannie's Spittoon Race[7]